# Verkiezingen volgens gebruiken en gewoontes
Verkiezingen volgens gebruiken en gewoontes (Spaans: sistema de usos y costumbres) is een verkiezingsvorm die gehanteerd wordt in delen van Mexico met een groot percentage inheemse bevolking.
Het systeem bestaat sinds 2001 in enkele honderden gemeentes in de staat Oaxaca en enkele tientallen in Chiapas, en wordt overwogen in meerdere staten. Het maakte deel uit van een grootschalige wijziging van de grondwet van Mexico om de inheemse bevolking meer rechten te geven en is mogelijk gemaakt door artikel twee van de grondwet. De precieze invulling van het systeem verschilt van gemeente tot gemeente, aangezien de verschillende inheemse volkeren verschillende tradities hebben om hun leiders te selecteren. Verkiezingen volgens gebruiken en gewoontes vinden alleen plaats op gemeentelijk niveau; statelijke en federale verkiezingen worden via het reguliere kiessysteem georganiseerd.
Hoewel de invoering van verkiezingen volgens gebruiken en gewoontes als een van de grote overwinningen voor het indigenisme geldt, is er veel kritiek op het kiessysteem. De verkiezingen volgens dit systeem verlopen vaak chaotisch en onduidelijk, en gaan gepaard met corruptie. Bij de eerste verkiezingen volgens gebruiken en gewoontes in Oaxaca in 2001 werd in een kwart van de gemeentes de uitslag betwist, wat in sommige gevallen eindigde met geweld. Kritiek richt zich ook op het feit dat verkiezingen gebaseerd op tradities niet passen in een liberale democratie. In 2007 haalde deze verkiezingsvorm opnieuw negatief het nieuws toen de stemmen voor Eufrosina Cruz Mendoza, burgemeesterskandidaat in de plaats Quiegolani in Oaxaca, ongeldig werden verklaard vanwege het feit dat zij een vrouw is.